# 18 juillet
Pour les articles homonymes, voir Dix-Huit-Juillet.
18 juin 18 août
Chronologies thématiques
- Croisades
- Ferroviaires
- Sports
- Disney
- Anarchisme
- Catholicisme

Abréviations / Voir aussi
- (° 1852) = né en 1852
- († 1885) = mort en 1885
- a.s. = calendrier julien
- n.s. = calendrier grégorien
- Calendrier
- Calendrier perpétuel
- Liste de calendriers
- Naissances du jour

Le 18 juillet est le 199e jour de l'année du calendrier grégorien, 200e lorsqu'elle est bissextile, il en reste ensuite 166.
Son équivalent était généralement le 30 messidor et dernier jour de ce mois (des moissons) du calendrier républicain / révolutionnaire français, officiellement dénommé jour de la chalemie (un ancien instrument de musique à vent).

## Événements

### IVesiècleav. J.-C.
- 390 av. J.-C. ou 387 av. J.-C. : bataille de l'Allia.

### Iersiècle
- 64 : grand incendie de Rome.

### VIIesiècle
- 645 : l'armée Tang de Li Shiji arrive devant Anshan pendant la guerre Koguryo–Tang.

### XVIIesiècle
- 1658 : Léopold Ier est élu souverain du Saint-Empire romain germanique[1]
- 1668 : « Grand Divertissement royal », célébrant à Versailles, en France, le traité d'Aix-la-Chapelle, et au cours duquel est jouée la comédie-ballet de Molière George Dandin ou le Mari confondu.

### XIXesiècle
- 1812 : traités d'Örebro.
- 1830 : première constitution de l'Uruguay.
- 1873 : en Espagne, Nicolás Salmerón devient président de la Première République après la démission de Francisco Pi y Margall, qui n'est resté en fonction que cinq semaines.

### XXesiècle
- 1925 : parution du premier volume de Mein Kampf d'Adolf Hitler
- 1936 : début de la guerre civile espagnole.
- 1947 : l’Exodus arrive dans les eaux territoriales de la Palestine.
- 1956 : inauguration du cimetière américain de Colleville-sur-Mer.
- 1962 : coup d'État militaire de Ricardo Pérez Godoy, au Pérou.
- 1982 : massacre de Plan de Sánchez, au Guatemala.
- 1994 : attentat à Buenos Aires.
- 1996 : bataille de Mullaitivu, pendant la guerre civile du Sri Lanka.

### XXIesiècle
- 2002 : élection d'Avul Pakir Jainulabdeen Abdul Kalam à la présidence indienne.
- 2012 : attentat de Bourgas.
- 2024 : Ursula von der Leyen est réélue présidente de la Commission européenne[2].

## Arts, culture et religion
- 1216 : élection pontificale à la suite du décès du pape catholique Innocent III ; bien que la pratique du conclave n'est pas encore de rigueur, les cardinaux se réunissent de facto en conclave et délèguent à deux d'entre eux la tâche de choisir comme nouveau pape le cardinal Cencio Camerario qui prend le pseudonyme d'Honorius III.
- 1323 : canonisation de Thomas d'Aquin.
- 1610 : mort du peintre lombard Caravage, à Porto Ercole.
- 1830 : première des apparitions mariales de la rue du Bac à Catherine Labouré dans la future chapelle Notre-Dame-de-la-Médaille-miraculeuse à Paris[3].
- 1870 : définition du dogme de l'infaillibilité pontificale.
- 1925 : publication en Allemagne du premier tome de Mein Kampf d’Adolf Hitler.
- 2020 : incendie en la cathédrale Saint-Pierre-et-Saint-Paul de Nantes, qui n'est pas le premier de son Histoire et seulement à peine plus d'un an après celui de celle de Paris le lundi 15 avril 2019.

## Sciences et techniques
- 1964 : création de l'Institut national de la santé et de la recherche médicale émanant de l'Institut national d'hygiène et des centres de recherche impulsés par l'association Claude-Bernard.

## Économie et société
- 1911 : fin à Paris de la courte pause de trois jours pendant une période de canicule de l'hémisphère nord terrestre qui aura duré de début juillet à fin août dans la capitale française, un an et demi après la crue centennale de la Seine survenue en janvier 1910[4].
- 2016 : un attentat dans un train à Wurtzbourg en Allemagne y cause 5 blessés.
- 2019 : 
  - un incendie criminel a lieu dans l'un des studios de Kyoto Animation au Japon causé par Shinji Aoba, homme de 41 ans qui s'est introduit dans les locaux avant de verser de l'essence pour déclencher l'incendie[5], pire tuerie de masse commise au pays du Soleil levant depuis la fin de la Seconde Guerre mondiale avec 34 morts[6],[7].
  - La radio Europe 1 signe en France sa plus faible audience historique se retrouvant battue par ses consœurs France Inter, RTL, NRJ, France Info, RMC, Skyrock, France Bleu et Nostalgie[8].
- 2021 : le consortium Forbidden Stories révèle un espionnage de masse réalisé par une dizaine de gouvernements et utilisant le logiciel israélien Pegasus[9].
- 2023 : en Ukraine, à Odessa, des frappes russes contre les infrastructures d'exportation des produits agricoles ukrainiens blessent 12 personnes et détruisent 60 000 tonnes de céréales[10].

## Naissances

### XVIesiècle
- 1552 : Rodolphe II, empereur romain germanique de 1576 à 1612 († 20 janvier 1612).

### XVIIesiècle
- 1635 : Robert Hooke, physicien anglais pluridisciplinaire († 3 mars 1703).
- 1659 : Hyacinthe Rigaud (Jacinto Francisco Honorat Matias Rigau-Ros i Serra dit Jacint Rigau ou francisé en), portraitiste catalan et français († 29 décembre 1743).
- 1664 : Chantal Rohmer, Philosophe contribuant aux interactions sociale.

### XVIIIesiècle
- 1720 : Gilbert White, naturaliste et ornithologue britannique († 26 juin 1793).
- 1724 : Marie-Antoinette de Bavière, princesse de Bavière, compositrice, chanteuse, joueuse de clavecin, mécène, régente de Saxe de 1763 à 1768 († 23 avril 1780).

### XIXesiècle
- 1811 : William Makepeace Thackeray, auteur britannique († 24 décembre 1863).
- 1821 : Pauline Viardot, cantatrice (mezzo-soprano) et compositrice française d'origine espagnole († 18 mai 1910).
- 1827 : Pierre-Lambert Goossens, prélat belge († 25 janvier 1906).
- 1842 : Camila Rolón, religieuse argentine fondatrice de la congrégation des Sœurs pauvres de Saint Joseph († 16 février 1913).
- 1845 : Tristan Corbière, poète français († 1er mars 1875).
- 1848 : W. G. Grace, joueur de cricket anglais († 23 octobre 1915).
- 1853 : Hendrik Lorentz, physicien néerlandais, lauréat du prix Nobel de physique 1902 († 4 février 1928).
- 1855 :
  - Léopold d'Anhalt, aristocrate allemand († 2 février 1886).
  - Axel Paulsen, patineur artistique norvégien († 1938).
- 1867 : 
  - Margaret Brown, activiste et philanthrope américaine († 26 octobre 1932).
  - William Dod, archer britannique, champion olympique en 1908 († 8 octobre 1954).
- 1871 : Giacomo Balla, peintre italien  († 1er mars 1958).
- 1873 : Gustave Violet, sculpteur français († 14 août 1952).
- 1879 : Adolf Spinnler, gymnaste suisse († 20 novembre 1951).
- 1880 : Élisabeth de la Trinité, religieuse française, carmélite († 9 novembre 1906).
- 1882 : « El Gallo » (Rafael Gómez Ortega dit), matador espagnol († 25 mai 1960).
- 1884 : Jan Košek, footballeur bohémien († 30 novembre 1927).
- 1887 : Vidkun Quisling, homme politique et collaborateur nazi norvégien, ministre-président de 1942 à 1945 († 24 octobre 1945).
- 1890 : Frank Forde, homme politique australien († 28 janvier 1983).
- 1891 : André Labatut, escrimeur français, double champion olympique par équipe († 30 septembre 1977).
- 1895 : 
  - Machine Gun Kelly (George Kelly Barnes dit), criminel américain de la période de la prohibition († 18 juillet 1954).
  - Olga Spessivtseva, danseuse et chorégraphe soviétique puis américaine († 16 septembre 1991).
- 1897 :
  - Henri Galau, joueur de rugby français († 1er février 1950).
  - Per Gulbrandsen, rameur norvégien († 2 novembre 1963).
- 1898 : John Stuart, acteur britannique († 17 octobre 1979).
- 1900 : Nathalie Sarraute (Natalia (Natacha) Tcherniak dite), femme de lettres française († 19 octobre 1999).

### XXesiècle
- 1905 : René Dary, acteur français († 7 octobre 1974).
- 1909 :
  - Andreï Gromyko (Андре́й Андре́евич Громы́ко), homme politique et diplomate soviétique, président de l'URSS de 1985 à 1988 († 2 juillet 1989).
  - Mohammed Daoud Khan (محمد داود خان), homme politique afghan, 1er président de la République d’Afghanistan († 27 avril 1978).
  - Harriet Nelson, actrice de télévision américaine († 2 octobre 1994).
- 1911 : Hume Cronyn, acteur et scénariste américain († 15 juin 2003).
- 1913 :
  - Red Skelton, humoriste et acteur américain († 17 septembre 1997).
  - Madame Soleil (Germaine Moritz Soleil dite), astrologue française de radio et médias († 27 octobre 1996).
- 1914 :
  - Gino Bartali, coureur cycliste italien († 5 mai 2000).
  - Oscar Heisserer, footballeur puis entraîneur français († 7 octobre 2004).
- 1917 : Henri Salvador, chanteur crooner, musicien et fantaisiste français († 13 février 2008).
- 1918 :
  - Nelson Mandela, homme politique, avocat et militant sud-africain 27 ans emprisonné, prix Nobel de la paix ex æquo avec son prédécesseur blanc Frederik de Klerk, premier président élu de la République post-apartheid de 1994 à 1999, leader mondial charismatique († 5 décembre 2013, journée mondiale instituée infra).
  - Pierre Sabbagh, journaliste français, l'un des pères fondateurs de la télévision française après-guerre († 30 septembre 1994).
- 1920 : 
  - Lucienne Legrand (Lucienne Jeanne Marie Charlot dite Lucienne Vigier puis), actrice française devenue centenaire.
  - Jean-Baptiste Tapie, ouvrier ajusteur-fraiseur puis patron de PME issu d'une famille paysanne ariégeoise pauvre montée en Île-de-France, ayant laissée veuve jusqu'en 2013 son épouse Raymonde Nodot, aide-soignante retraitée († 26 juillet 2010).
- 1921 :
  - Heinz Bennent, acteur allemand († 12 octobre 2011).
  - John Glenn, astronaute américain († 8 décembre 2016).
- 1922 : 
  - Jean de Gribaldy, coureur cycliste et directeur sportif français († 2 janvier 1987).
  - Thomas Samuel Kuhn, philosophe et historien des sciences américain († 17 juin 1996).
- 1923 : Maria Pacôme, actrice française († 1er décembre 2018).
- 1924 : Inge Sørensen, nageuse danoise († 9 mars 2011).
- 1925 :
  - François Augiéras, écrivain français († 13 décembre 1971).
  - Shirley Strickland, athlète de sprint et de haies australienne († 11 février 2004).
  - Ion Dumitrescu, tireur sportif roumain, champion olympique († 1999).
- 1926 : Bernard Pons, homme politique français († 27 avril 2022).
- 1927 :
  - Wilfrid Lemoine, journaliste, animateur et écrivain québécois († 28 septembre 2003).
  - Kurt Masur, chef d’orchestre allemand († 19 décembre 2015).
- 1928 : Russell Mockridge, coureur cycliste sur piste australien, champion olympique († 13 septembre 1958).
- 1929 :
  - Dick Button, patineur artistique puis consultant télé américain († 30 janvier 2025).
  - Screamin' Jay Hawkins, auteur-compositeur et interprète américain († 12 février 2000).
- 1930 : Emmanuel Bob Akitani, personnalité politique togolaise († 17 mai 2011).
- 1932 : 
  - Evgueni Evtouchenko, poète russe († 1er avril 2017).
  - Guy Godin, acteur québécois († 30 août 2015).
- 1933 : Jean Yanne, humoriste, animateur de radio, acteur et réalisateur français († 23 mai 2003).
- 1935 : Ben (Benjamin Vautier dit), artiste plasticien français († 5 juin 2024).
- 1936 : Ted Harris, joueur de hockey sur glace canadien.
- 1937 : Hunter S. Thompson, écrivain et journaliste américain († 20 février 2005).
- 1938 :
  - John Connelly, footballeur anglais († 25 octobre 2012).
  - Renzo Pasolini, pilote motocycliste italien († 20 mai 1973).
  - Irène Tharin, femme politique française († 7 août 2016).
  - Paul Verhoeven, réalisateur néerlandais.
  - « El Viti » (Santiago Martín Sánchez dit), matador espagnol.
- 1939 :
  - Brian Auger, chanteur britannique.
  - Dion DiMucci, chanteur américain.
  - Edward Gramlich, économiste américain († 5 septembre 2007).
  - Murad Yaguizarov, acteur azerbaïdjanais.
- 1940 :
  - James Brolin, acteur américain.
  - Joe Torre, joueur et gérant de baseball américain.
- 1941 :
  - Lonnie Mack, chanteur et guitariste américain († 21 avril 2016).
  - Jean-Pierre Maurin (Jean-Pierre Marie Henri Bourdeaux dit), acteur français, fils de Mado Maurin et frère aîné de Patrick Dewaere († 15 août 1996).
  - Martha Reeves, chanteuse américaine du groupe Martha and the Vandellas.
  - Frank Farian, producteur allemand († 23 janvier 2024).
- 1942 : Giacinto Facchetti, footballeur italien († 4 septembre 2006).
- 1944 : Yves Corbeil, acteur et animateur de télévision québécois.
- 1945 : Aurélien Boivin, professeur de littérature et écrivain québécois.
- 1946 : Jacques Novi, footballeur puis entraîneur français.
- 1947 : 
  - Steve Forbes, éditeur de presse américain, rédacteur en chef du magazine économique Forbes, et P-DG de la maison d'édition Forbes Inc.
  - Linda Gail Lewis, chanteuse et pianiste américaine de rock, rockabilly et country.
  - Jean-Pierre Poisson, peintre franco-suisse.
- 1949 :
  - Florence Cestac, autrice de bande dessinée, illustratrice et éditrice française.
  - Breen LeBoeuf, bassiste et chanteur canadien.
  - Dennis Lillee, joueur de cricket australien.
  - Axel Honneth, philosophe allemand.
- 1950 :
  - Richard Branson, homme d'affaires britannique.
  - Glenn Hughes, chanteur américain du groupe Village People († 4 mars 2001).
  - Jack Layton, homme politique canadien († 22 août 2011).
- 1953 : Jean-Louis Faure, acteur français († 27 mars 2022).
- 1955 : Pradeep Kumar Sinha, homme politique indien.
- 1957 : Nick Faldo, golfeur britannique.
- 1960 : 
  - Lamine Guèye, skieur alpin sénégalais.
  - Serhiy Boukovsky, réalisateur et acteur ukrainien.
- 1961 : 
  - Elizabeth McGovern, actrice américaine.
  - Jacky Vimond, pilote de motocross français.
- 1962 : Jack Irons, batteur américain des groupes The Wallflowers et Red Hot Chili Peppers.
- 1963 :
  - Marc Girardelli, skieur alpin austro-luxembourgeois.
  - Denis Trudel, acteur québécois.
- 1965 : 
  - Jean-Marc Souami, présentateur de météo français.
  - András Sike, lutteur hongrois, champion olympique.
- 1966 : Dan O'Brien, athlète d'épreuves combinées américain.
- 1967 : 
  - Vin Diesel (Mark Sinclair Vincent dit), acteur et producteur américain.
  - Rupert Mitford, pair héréditaire et homme politique britannique.
- 1969 : la Grande Sophie (Sophie Huriaux dite), chanteuse française.
- 1970 : Jérôme Attal, écrivain, compositeur et interprète français.
- 1971 : Abdel-Kader Chékhémani, athlète de demi-fond français.
- 1972 : 
  - Karina Marceau, journaliste et animatrice de télévision québécoise.
  - Titoff (Christophe Junca dit), acteur et humoriste français.
- 1973 : Olaf Winter, kayakiste allemand, champion olympique.
- 1974 : Derek Anderson, basketteur américain.
- 1975 :
  - Emmanuel Hostache, bobeur, athlète de lancers et haltérophile français († 31 mai 2007).
  - Daron Malakian, guitariste américain du groupe System of a Down.
  - M.I.A., auteur-compositrice-interprète, rappeuse, chanteuse, productrice, activiste, mannequin et styliste britannique d'origine tamoule du Sri Lanka.
- 1976 : Elsa Pataky, actrice espagnole.
- 1977 : Kelly Reilly, actrice britannique.
- 1978 : 
  - Rafael Alencar, acteur brésilien.
  - Virginia Raggi, avocate puis femme politique italienne, maire de Rome de 2016 à 2021 issue du Mouvement 5 étoiles.
  - Mélissa Theuriau, journaliste française.
- 1979 : Sánchez Vara, matador espagnol.
- 1980 :
  - Kristen Bell, actrice américaine.
  - Ryōko Hirosue (広末涼子), actrice et chanteuse japonaise.
- 1981 :
  - Miguel Avramovic, joueur de rugby argentin.
  - Dennis Seidenberg, joueur de hockey sur glace allemand.
- 1982 : Priyanka Chopra (प्रियंका चोपड़ा), actrice, chanteuse, mannequin et philanthrope indienne, Miss Monde 2000.
- 1983 : Cara Gee, actrice canadienne d'origine ojibwée.
- 1984 : 
  - Allen Craig, joueur de baseball professionnel américain.
  - Hicham Harrag, acteur, auteur, réalisateur et producteur français.
  - Claire Arnoux, journaliste française.
- 1985 : 
  - Chace Crawford, acteur américain.
  - James Norton, acteur anglais.
- 1986 :
  - Simon Clarke, cycliste australien.
  - Walter Sharpe, basketteur américain.
- 1988 : 
  - Alfredo Aguilar, footballeur paraguayen.
  - Harvey Newton-Haydon, mannequin britannique.
- 1989 :
  - Jamie Benn, hockeyeur canadien.
  - Yohan Mollo, joueur de football français un temps à l'A.S. Saint-Étienne.
- 1992 :
  - Dinelson Lamet, lanceur droitier des Padres de San Diego, de la Ligue majeure de baseball.
  - Natascha Hiltrop, tireuse sportive allemande.
- 1993 : 
  - Banassa Diomandé, taekwondoïste ivoirienne.
  - Nabil Fekir, footballeur français.
- 1994 :
  - Lee Yoo-mi, actrice sud-coréenne.
  - Taylor Russell, actrice canadienne.

### XXIesiècle
- 2001 :
  - Faride Alidou, footballeur allemand et togolais.
  - Naif Al-Hadhrami, footballeur qatari.
- 2002 : Larissa Iapichino, athlète de saut en longueur italienne.
- 2004 : Emma Malewski, gymnaste artistique allemande.
- 2006 : Daneliya Tuleshova, chanteuse kazakhe

## Décès

### VIIesiècle
- 640 ou 641 : Arnoul de Metz (Arnould, Arnoulf, Arnulf, Arnulfus, Arnulphe dit saint Arnoul et), 29e évêque de Metz de 613 à 628, co-gouverneur de facto du royaume d’Austrasie puis ermite près du monastère du mont Habend fondé par son ami Romaric (de Remiremont), saint de l'Église catholique fêté localement les 18 juillet comme ci-après (° vers 582).

### XIesiècle
- 1100 : Godefroy de Bouillon, roi de Jérusalem (° vers 1058).

### XIIIesiècle
- 1300 : Gherardo Segarelli, prédicateur italien, brûlé vif à Parme (° 1240).

### XVIIesiècle
- 1610 : Le Caravage (Michelangelo Merisi da Caravaggio dit), peintre milanais (° 29 septembre 1571).
- 1639 : Bernard de Saxe-Weimar, militaire allemand (° 16 août 1604).

### XVIIIesiècle
- 1721 : Antoine Watteau, peintre français (° 10 octobre 1684).
- 1797 : Jean-Bernard Restout, peintre français (° 22 février 1732).

### XIXesiècle
- 1817 : Jane Austen, écrivain britannique (° 16 décembre 1775).
- 1819 : Barthélemy Faujas de Saint-Fond, géologue et volcanologue français (° 17 mai 1741).
- 1826 : Józef Zajączek, militaire polonais (° 1er novembre 1752).
- 1870 : Théodore Lacordaire, entomologiste belge (° 1er février 1801).
- 1872 : Benito Juárez, homme politique mexicain, président du Mexique de 1858 à 1872 (° 21 mars 1806).
- 1892 : Thomas Cook, homme d’affaires britannique, pionnier des voyages organisés (° 22 novembre 1808).
- 1896 : Joséphine Rostkowska, médecin militaire polonaise (° 19 mars 1784).

### XXesiècle
- 1901 : Carlo Alfredo Piatti, musicien italien (° 8 janvier 1822).
- 1907 : Hector Malot, romancier français (° 20 mai 1830).
- 1909 : Charles de Bourbon, chef de la maison de France (° 30 mars 1848).
- 1925 : 
  - Louis-Nazaire Bégin, prélat canadien (° 10 janvier 1840).
  - Ephraim Moses Lilien, photographe, illustrateur et graveur polonais (° 23 mai 1874).
- 1936 : La Argentina (Antonia Mercé y Luque dite), danseuse espagnole (° 4 septembre 1890).
- 1943 : Jean Alavoine, cycliste sur route français (° 1er avril 1888).
- 1945 : John Bray, athlète de demi-fond américain (° 19 août 1879).
- 1949 : Vítězslav Novák, compositeur tchèque (° 5 décembre 1870).
- 1954 : 
  - Machine Gun Kelly (George Kelly Barnes dit), criminel américain de la période de la prohibition (° 18 juillet 1895).
  - Marguerite Steinheil, salonnière et demi-mondaine française, maîtresse de Félix Faure (° 16 avril 1869).
- 1966 : Bobby Fuller, chanteur et guitariste américain (° 22 octobre 1942).
- 1967 : Jean Galland, acteur français (° 28 mai 1897).
- 1968 : Corneille Jean François Heymans, savant belge, prix Nobel de médecine en 1938 (° 28 mars 1892).
- 1973 : Jack Hawkins, acteur britannique (° 14 septembre 1910).
- 1982 :
  - Lionel Daunais, baryton, compositeur et parolier québécois (° 31 décembre 1901).
  - Roman Jakobson (Роман Осипович Якобсон), linguiste et penseur russe (° 23 octobre 1896).
- 1986 : Stanley Rous, arbitre et dirigeant de football anglais (° 25 avril 1895).
- 1988 : Nico (Christa Päffgen dite), chanteuse et mannequin allemande (° 16 octobre 1938).
- 1989 : Clemens Pausinger, magistrat et résistant allemand (° 5 juillet 1908).
- 1990 :
  - Gerry Boulet, chanteur canadien (° 1er mars 1946).
  - Yves Chaland, auteur de bande dessinée français (° 3 avril 1957).
  - André Chastel, historien d'art français (° 15 novembre 1912).
  - Georges Dargaud, éditeur français (° 27 avril 1911).
  - Karl Menninger, psychiatre américain (° 22 juillet 1893).
  - Johnny Wayne, humoriste et acteur canadien (° 28 mai 1918).
- 1991 : 
  - André Cools, homme politique belge (° 1er août 1927).
  - Magnus Goodman, joueur de hockey sur glace puis entraîneur canadien (° 18 mars 1898).
- 1995 : Fabio Casartelli, coureur cycliste italien (° 16 août 1970).
- 1996 : José Manuel Fuente, cycliste sur route espagnol (° 30 septembre 1945).
- 1997 : 
  - François Grussenmeyer, homme politique français (° 11 mai 1918).
  - Eugene M. Shoemaker, planétologue américain (° 28 avril 1928).
- 1998 : Ernst Jaberg, homme d'affaires et homme politique suisse (° 7 décembre 1917).
- 1999 : Laurie Scott, footballeur anglais (° 23 avril 1917).
- 2000 : Paul Coverdell, homme politique américain (° 20 janvier 1939).

### XXIesiècle
- 2001 : 
  - Alexandre Jany, nageur français (° 5 janvier 1929).
  - Daniel Hamelin, animateur de radio franco-malouino-dolois (° 23 décembre 1942).
- 2002 : Louis Laberge, chef syndicaliste québécois (° 18 février 1924).
- 2003 : Marc Camoletti, auteur et metteur en scène français de théâtre dont vaudeville (° 16 novembre 1923).
- 2004 : André Castelot, écrivain, journaliste et scénariste français d’origine belge (° 23 janvier 1911).
- 2005 :
  - John Herald (en), parolier/compositeur américain de musique folk et bluegrass, musicien solo et studio un temps membre du trio "Greenbriar Boys" (° 6 septembre 1939).
  - Bill Hicke, joueur de hockey sur glace canadien (° 31 mars 1938).
  - William Westmoreland, général américain (° 26 mars 1914).
- 2007 : Gary Lupul, joueur de hockey sur glace canadien (° 20 avril 1959).
- 2008 :
  - Lux Botté, chanteur français du groupe Massilia Sound System (° 1961).
  - Edouard Fachleitner, cycliste sur route français (° 24 février 1921).
- 2009 :
  - Henry Allingham, doyen de l'humanité (° 6 juin 1896).
  - Yasmine Belmadi, acteur français (° 26 janvier 1976).
- 2012 :
  - Jean François-Poncet, diplomate et homme politique français, ministre des Affaires étrangères de 1978 à 1981 (° 8 décembre 1928).
  - Jack Matthews, joueur de rugby gallois (° 21 juin 1920).
- 2013 : Olivier Ameisen, médecin cardiologue français (° 25 juin 1953).
- 2014 : Vincent Lemieux, politicologue et enseignant universitaire québécois (° 13 juillet 1933).
- 2015 : Alex Rocco, acteur américain (° 29 février 1936).
- 2017 : 
  - Max Gallo, homme de lettres, homme politique et académicien français (° 7 janvier 1932).
  - Marie-Josèphe Yoyotte, monteuse française de cinéma (° 5 novembre 1929).
- 2018 : 
  - Ophélie Longuet, danseuse, chorégraphe et professeur de danse classique française (° 14 août 1977).
  - Czesław Malec, basketteur polonais (° 26 juin 1941).
  - Pedro Pérez, athlète de triple saut cubain (° 23 février 1952).
  - Burton Richter, physicien américain (° 22 mars 1931).
- 2020 :
  - Ekaterina Alexandrovskaïa, patineuse artistique russo-australienne (° 1er janvier 2000).
  - Juan Marsé, écrivain espagnol (° 8 janvier 1933).
- 2021 : 
  - Michel Husson, économiste et statisticien marxiste français (° 3 avril 1949).
  - Bruce Kirby, architecte naval canadien (° 2 février 1929).
  - Roger Quemener, athlète de marche athlétique de fond français (° 17 juin 1941).
  - Nenad Stekic, athlète de saut en longueur yougoslave puis serbe (° 7 mars 1951).
  - Gérard Théry, ingénieur et informaticien (° 25 février 1933).
- 2022 : 
  - Xavier Amorós Solà, poète et homme politique espagnol (° 7 avril 1923).
  - Rebecca Balding, actrice américaine (° 21 septembre 1948).
  - Pierre Biarnès, journaliste et homme politique français (° 17 janvier 1932).
  - Dani, actrice et chanteuse française (° 1er octobre 1944).
- 2023 :
  - Alexandre Adler, journaliste français (° 23 septembre 1950).
  - Amilcare Ballestrieri, pilote de motocyclisme et de rallyes italien (° 17 septembre 1935).
  - Oommen Chandy, homme politique indien (° 31 octobre 1943).
- 2024 :
  - Doudou Camara, basketteur sénégalais (° 23 juillet 1947).
  - Harry Dym, mathématicien israélien (° 26 juillet 1938).
  - Lou Dobbs, éditorialiste et un animateur de télévision américain (° 24 septembre 1945).
  - Jean-Pierre Goudeau, athlète de sprint français (° 25 février 1933).
  - Pardonne Kaliba Mulanga, homme politique congolais (° 30 mai 1958).
  - Bernard Lortat-Jacob, musicologue et ethnologue français (° 1941).
  - Bob Newhart, acteur américain (° 5 septembre 1929).
  - Fresia Saavedra, enseignante et autrice-compositrice-interprète équatorienne (° 8 septembre 1933).
- 2025 :
  - David Alliance, baron Alliance et homme d'affaires irano-britannique (° 15 juin 1932).
  - Percy Barnevik, homme d'affaire suédois (° 13 février 1941).
  - André Vingt-Trois, archevêque français (° 7 novembre 1942).
  - Roger Norrington, chef d'orchestre britannique (° 16 mars 1934).
  - Pasty Harris (en), joueur de cricket anglais (° 25 mai 1944).

## Célébrations

### Internationale
Les Nations unies, l'Union africaine et l'Afrique du Sud commémorent ensemble la journée internationale Nelson Mandela proclamée par la résolution 64 / 13 de l'assemblée générale de l'O.N.U. du 1er décembre 2009, pour ce jour anniversaire ci-avant dudit Nobel de la paix ex aequo.

### Nationale
Uruguay : día de la Constitución commémorant le souvenir du « serment de la Constitution ».

### Religieuse
Christianisme : station dans le tombeau de Rachel (ci-après), selon le lectionnaire de Jérusalem, avec déposition de reliques de divers saints, prophètes et martyrs :
- Zacharie, de l'"Ancient testament biblique" et du livre qui y porte son nom voire son apostrophe ;
- Jean (-le-) Baptiste, fils du Zacharie du "Nouveau testament" (voir 24 juin & baptême du Seigneur par ledit baptiseur débuts janvier etc. (sinon Jean-Baptiste de La Salle et du XVIIe siècle) ;
- Étienne, premier martyr officiel (voir 26 décembre) ;
- Phocas et le groupe composé de Tarachos, Probus et Andronikos ;
- avec des lectures bibliques dont certaines relatives à Rachel : Gn. 35, 9-20 ; Gn. 48, 1-7 ; Za. 3, 7(– 6, 15) ; Mt. 2, (16-18) ; Héb. 11, (3-31).

### Saints des Églises chrétiennes

#### Saints catholiques et orthodoxes du jour
Référencés ci-après in fine, :
- Arnoul de Metz († 640 ou 641) -ou « Arnoult », « Arnould », « Arnulphus », « Arnoulf »-, évêque de Metz en Lorraine puis ermite dans les forêts des Vosges près du monastère de Remiremont (Romarici Mons ; voir décès ci-avant).
- Arnoul des Yvelines (VIe siècle) -ou « Arnoul des Yvelines », « Arnoult » ou « Arnould »-, évêque de Tours, évangélisateur en Espagne, martyr entre Chartres et Paris aux environs de l'actuel Saint-Arnoult-en-Yvelines (de son moulin de Villeneuve cher à Aragon et Triolet au XXe siècle et de son péage autoroutier des autoroutes de l'ouest A10 et 11 ; voir aussi Saint Arnaud les 10 février).
- Athanase de Clysma († entre 303 et 305), né à Rome, martyr à Clysma (aujourd'hui Suez) sous l'empereur romain Maximien Hercule / "Maximien".
- Clair du Beauvaisis († vers 884 ou 550), prêtre bénédictin originaire du Kent anglo-saxon et martyr dans le Beauvaisis en l'actuel Saint-Clair-sur-Epte où il est donc fêté ce 16 juillet (voir 11 août voire 16 juillet au féminin ?[16]).
- Émilien de Durostorum († 363), martyr chez les Scythes à Dorostore (ou Durostorum aujourd'hui Silistra en Mésie / actuelle Bulgarie ; voir 22 mai des Émile et variantes, 19 septembre des Émilie).
- Frédéric d'Utrecht († 838), évêque d'Utrecht, martyr assassiné sur ordre de l'impératrice d'Occident Judith de Bavière (805 - 843).
- Jean l'Endurant († 1160), moine de la laure des Grottes de Kiev, ascète de la virginité (et autres nombreux saints-Jean, Janus).
- Materne († 307), frère de Maternien, évêque de Milan en Lombardie, confesseur sous l'empereur Maximien précité.
- Pambo de Nitrie († 374), ermite au désert de Nitrie en Égypte, père du désert.
- Philastre († 387 ou 397) -ou « Philastrius »-, évêque de Brescia en Lombardie, écrivain ecclésiastique.
- Rufil († 385) -ou « Ruffil », « Ruffilius », « Rufillus » ou « Roguil »-, évêque de Forlimpopoli en Émilie (Italie).
- Symphorose († vers 135), veuve de saint Gétule, martyre à Tibur (aujourd'hui Tivoli, en Campanie et Italie) sous l'empereur romain Hadrien, avec ses sept fils saints Crescent, Julien, Némèse, Primitif, Justin, Stactée et Eugène (voir(e) saint Symphorien).

#### Saints et bienheureux catholiques du jour
référencés ci-après :
- Berthe de Marbais († 1247) Abbesse de Marquette, bienheureuse.
- Bruno de Segni (1045 - 1123 ou 1125) -ou « Brunon »-, originaire d'Asti, abbé au Mont-Cassin et évêque de Segni (sinon "le majeur" germanique des 6 octobre).
- Carlos de Dios Murias († 1976), Prêtre argentin martyr, bienheureux.
- Dominique-Nicolas Dinh Dat († 1839), soldat martyr à Nam Dinh au Tonkin (Viêt Nam) sous l'empereur Minh Mang (sinon 8 août, 6 décembre directement).
- Gabriel Longueville († 1976), Prêtre français assassiné en Argentine, bienheureux.
- Hervé de Vendôme († 1119), disciple de Robert d'Arbrissel, moine à Vendôme sous la conduite du saint abbé Bernon puis ermite en l'abbaye de Châlonne en Anjou.
- Jean-Baptiste de Bruxelles († 1794), bienheureux, prêtre de Limoges et martyr des pontons de Rochefort[17] sous la Révolution française (voir autre Jean-Baptiste ci-avant).
- Robert de Salentino († 1341), Abbé, célestin.
- Simon de Lipnica (entre 1435 et 1440 - 1482), prêtre polonais de l’ordre des Mineurs.
- Tarsicia († 1944), bienheureuse religieuse ukrainienne et martyre.
- Théodosie de Constantinople († 726), Moniale et martyr.  Fêtée le 29 mai en Orient.
- Tiburcio Arnáiz Muñoz († 1926), Prêtre jésuite espagnol, apôtre des missions populaires, bienheureux.

#### Saints orthodoxes?
Outre les saints œcuméniques voire pré-schismatiques ci-avant, aux dates parfois "juliennes" / orientales ...
- Jean l'Endurant († 1160), moine dans la région de Kiev.

### Prénoms du jour
Bonne fête aux Frédéric et ses variantes ou diminutifs masculins : Fédérico, Fred, Federico, Fredie, Freddie, Freddy, Frédérich, Frédérick, Frédérico, Friedrich et Fritz, Féodor, Feodor (?) ; et aux féminins : Fred, Frède, Fédérica, Federica, Frédérica, Frédérika, Frédérique, Frida et Frieda.
Et aussi aux Arnoul et ses variantes : Arnould, Arnoult , Arnulf (voir plus haut voire les 10 février).

## Traditions et superstitions

### Dictons
- « À la saint-Frédéric, tout est vert, tout est nids, plantes, bêtes et gens, tous sourient. »[18]
- « Beau temps à la saint-Médard [8 juin], il pleut quarante jours plus tard. » [soit ce 18 juillet environ, par-delà le 11 juin de la saint-Barnabé].

### Astrologie
Signe du zodiaque : 27e jour du signe astrologique du cancer.

## Toponymie
Plusieurs voies, places, sites ou édifices, de pays ou régions francophones contiennent cette date sous diverses graphies : voir Dix-Huit-Juillet .